# Veintemundos
VeinteMundos est un webzine de langue espagnole (castillan) avec des traductions en français, allemand et anglais. Le titre du magazine, VeinteMundos (« Vingt Mondes »), s’inspire du fait que l’espagnol est la langue officielle de vingt pays différents dans le monde. Depuis le premier numéro en janvier 2009, des articles sont publiés toutes les deux semaines en ligne de manière gratuite. La maison d’édition est Yalea Languages en association avec plusieurs journalistes en Amérique latine et en Espagne.

## Description
VeinteMundos a été conçu principalement pour les personnes intéressées par les pays hispanophones, le voyage et l'apprentissage de l'espagnol. Les journalistes racontent d'intéressants reportages et nouvelles en rapport à la culture d’Amérique latine et d’Espagne. Le but du magazine est de rapprocher les lecteurs au quotidien de ces pays. Parallèlement, le magazine offre une plateforme pour pratiquer l’espagnol avec des textes de différents niveaux. Des traductions (espagnol-français), des mots clés, ainsi que des explications sur des termes précis sont également fournies. Chaque article est accompagné d’une version audio enregistrée par une personne de langue maternelle espagnole,. Enfin, le magazine est cité comme l'une des ressources pédagogiques destinées notamment aux enseignants.

## Archives
Tous les numéros du magazine peuvent être parcourus sur le site web. L'utilisateur peut lire une courte description de chaque publication et ouvrir le magazine par un clic sur la couverture.